# Copa América 1957
Copa América 1957 – dwudzieste piąte mistrzostwa kontynentu południowoamerykańskiego, odbyły się w dniach 7 marca – 6 kwietnia 1957 roku po raz piąty w Peru. Reprezentacje: Paragwaju i Boliwii wycofały się, co spowodowało, że w turnieju grało siedem zespołów. Grano systemem każdy, z każdym, a o zwycięstwie w turnieju decydowała końcowa tabela.

## Uczestnicy

### Argentyna
| Zawodnik                     | Klub                        |
| ---------------------------- | --------------------------- |
| Antonio Valentín Angelillo   | Boca Juniors                |
| Adolfo Jorge Benegas         | San Lorenzo de Almagro      |
| Roberto Brookes              | Chacarita Juniors           |
| Juan Alberto Castro          | Rosario Central             |
| Oreste Osmar „Omar” Corbatta | Racing Club de Avellaneda   |
| Osvaldo Héctor Cruz          | CA Independiente            |
| Héctor Adolfo de Bourgoing   | River Plate                 |
| Pedro Rodolfo Dellacha       | Racing Club de Avellaneda   |
| Rogelio Antonio Domínguez    | Racing Club de Avellaneda   |
| Juan Carlos Giménez          | Racing Club de Avellaneda   |
| Juan Héctor Guidi            | CA Lanús                    |
| David Carmelo Iñigo          | San Lorenzo de Almagro      |
| Miguel Antonio Juárez        | Rosario Central             |
| Óscar Hernán Mantegari       | River Plate                 |
| Humberto Dionisio Maschio    | Racing Club de Avellaneda   |
| Federico Antonio Pizarro     | San Lorenzo de Almagro      |
| Antonio Roma                 | Ferro Carril Oeste          |
| Néstor Raúl Rossi            | River Plate                 |
| José Francisco Sanfilippo    | San Lorenzo de Almagro      |
| Ángel Osvaldo Schadlein      | Gimnasia y Esgrima La Plata |
| Enrique Omar Sívori          | River Plate                 |
| Federico Vairo               | River Plate                 |
| Trener: Guillermo Stabile    |                             |

### Brazylia
| Zawodnik                  | Klub                      |
| ------------------------- | ------------------------- |
| Hilderaldo Bellini        | CR Vasco da Gama          |
| Carlos Castilho           | Fluminense Rio de Janeiro |
| Cláudio Pinho             | São Paulo FC              |
| Didi                      | Botafogo FR               |
| Dino Sani                 | São Paulo FC              |
| Djalma Santos             | Portuguesa São Paulo      |
| José Silvério de Souza    | América Belo Horizonte    |
| Édson dos Santos          | América Rio de Janeiro    |
| Evaristo de Macedo        | CR Flamengo               |
| Garrincha                 | Botafogo FR               |
| Gilmar                    | Corinthians Paulista      |
| Aluísio Francisco da Luz  | CR Flamengo               |
| Joel Antônio Martins      | CR Flamengo               |
| Nílton Santos             | Botafogo FR               |
| Olavo Martins de Oliveira | Corinthians Paulista      |
| Oreco                     | Corinthians Paulista      |
| Paulo de Almeida Ribeiro  | CR Vasco da Gama          |
| Pepe                      | Santos FC                 |
| Roberto Belangero         | Corinthians Paulista      |
| Zito                      | Santos FC                 |
| Zizinho                   | Bangu AC                  |
| Zózimo                    | Bangu AC                  |
| Trener: Osvaldo Brandão   |                           |

### Chile
| Zawodnik             | Klub                      |
| -------------------- | ------------------------- |
| Raúl Aguila          | Audax Italiano            |
| Rodolfo Almeida      | CD Palestino              |
| Gonzalo Carrasco     | Green Cross Santiago      |
| Isaac Carrasco       | CSD Colo-Colo             |
| Ramiro Cortés        | Audax Italiano            |
| Carlos Cubillos      | Unión Española            |
| Misael Escuti        | CSD Colo-Colo             |
| Sergio Espinoza      | Audax Italiano            |
| José Fernández       | CD Palestino              |
| Daniel Morales       | Deportes Magallanes       |
| Francisco Nietsche   | Unión Española            |
| Mario Ortiz          | CD Palestino              |
| Caupolicán Peña      | CSD Colo-Colo             |
| Jesús Picó           | Santiago Wanderers        |
| Andrés Prieto        | CD Universidad Católica   |
| Jaime Ramírez Banda  | CSD Colo-Colo             |
| Jorge Oliver Robledo | CSD Colo-Colo             |
| Leonel Sánchez       | Club Universidad de Chile |
| Carlos Tello         | Audax Italiano            |
| Mario Torres         | Audax Italiano            |
| Sergio Valdés        | Deportes Magallanes       |
| Carlos Verdejo       | La Serena                 |
| Trener: José Salerno |                           |

### Ekwador
| Zawodnik                | Klub |
| ----------------------- | ---- |
| Raúl Arguello           | ?    |
| José Vicente Balseca    | ?    |
| Alfredo Bonnard         | ?    |
| Julio Caisaguano        | ?    |
| Enrique Cantos          | ?    |
| Climaco Cañarte         | ?    |
| Jaime Galarza           | ?    |
| Rómulo Gómez            | ?    |
| Honorato Gonzabay       | ?    |
| Jorge Larraz            | ?    |
| Luciano Macías          | ?    |
| Ezio Martínez           | ?    |
| Isidro Matute           | ?    |
| Antonio Colón Merizalde | ?    |
| Júpiter Miranda         | ?    |
| Hugo Pardo              | ?    |
| Daniel Pinto            | ?    |
| Gonzalo Salcedo         | ?    |
| Carlos Sánchez          | ?    |
| César Solórzano         | ?    |
| José Vargas             | ?    |
| Cipriano Yu Lee         | ?    |
| Trener: Eduardo Spandre |      |

### Kolumbia
| Zawodnik            | Klub |
| ------------------- | ---- |
| Faustino Abadía     | ?    |
| Humberto Alvarez    | ?    |
| Juvenal Andrade     | ?    |
| Julio Aragón        | ?    |
| Carlos Arango       | ?    |
| Ingerman Benítez    | ?    |
| Alejandro Carrillo  | ?    |
| Ricardo Díaz        | ?    |
| Rodolfo Escobar     | ?    |
| Delio Gamboa        | ?    |
| Jaime Gutiérrez     | ?    |
| Guillermo Mendoza   | ?    |
| Lauro Mosquera      | ?    |
| Luis Alberto Rubio  | ?    |
| Efraín Sánchez      | ?    |
| Israel Sánchez      | ?    |
| Jaime Silva         | ?    |
| Rogelio Sinisterra  | ?    |
| Alberto Valencia    | ?    |
| Roaldo Viáfara      | ?    |
| Francisco Zuluaga   | ?    |
| Trener: Pedro López |      |

### Peru
| Zawodnik            | Klub               |
| ------------------- | ------------------ |
| Rafael Asca         | ?                  |
| Juan Bassa          | ?                  |
| Víctor Benítez      | Alianza Lima       |
| Luis Calderón       | ?                  |
| Roberto Castillo    | ?                  |
| Alfredo Cavero      | ?                  |
| Guillermo Delgado   | ?                  |
| Rigoberto Felandro  | ?                  |
| Guillermo Fleming   | ?                  |
| René Gutiérrez      | Universitario Lima |
| Juan Víctor Joya    | ?                  |
| Carlos Lazón        | ?                  |
| Valeriano López     | ?                  |
| Mario Minaya        | Universitario Lima |
| Máximo Mosquera     | ?                  |
| Manuel Rivera       | ?                  |
| Dante Rovay         | Universitario Lima |
| Daniel Ruiz         | ?                  |
| Víctor Salas        | Universitario Lima |
| Juan Seminario      | ?                  |
| Alberto Terry       | Universitario Lima |
| Jacinto Villalba    | ?                  |
| Trener: Gyouri Orth |                    |

### Urugwaj
| Zawodnik                   | Klub                      |
| -------------------------- | ------------------------- |
| Javier Ambrois             | Club Nacional de Football |
| Rodger Bernardico          | CA Cerro                  |
| Luis Norberto Campero      | Liverpool Montevideo      |
| Carlos María Carranza      | CA Cerro                  |
| Jesús Castro               | Sud América Montevideo    |
| Carlos Correa              | Danubio FC                |
| Ariel Fernández            | CA Cerro                  |
| Roque Fernández            | Rampla Juniors            |
| Néstor Gonçalves           | CA Peñarol                |
| Edgardo Nilson González    | Liverpool Montevideo      |
| José Pedro Lescano         | Danubio FC                |
| Walter Marichal            | Club Nacional de Football |
| Omar Pedro Méndez          | Club Nacional de Football |
| Luis Alberto Miramontes    | Defensor Sporting         |
| Valentín Percíncula        | CA Cerro                  |
| Rodolfo Pippo              | CA Cerro                  |
| José Walter Roque          | Rampla Juniors            |
| José Emilio Santamaría     | Club Nacional de Football |
| José Francisco Sasía       | Defensor Sporting         |
| Walter Taibo               | Club Nacional de Football |
| Óscar Vilariño             | CA Cerro                  |
| Trener: Juan López Fontana |                           |

## Mecze

### Urugwaj–Ekwador
| URUGWAJ – EKWADOR 5:2 (2:2) |
| --- |
| 7 marca 1957, Lima, Estadio Nacional (widzów 50 000)                                                                                             |
| Sędzia: Erwin Hieger |
| URUGWAJ: Bernardico – Marichal, Santamaría – González, Lescano, Miramontes – A.Fernández, Ambrois, Méndez (46 Sasía), Carranza (74 Pippo), Roque |
| EKWADOR: Yu Lee – Gonzabay, Macías – Solórzano (Galarza), Arguello (Martínez), Caisaguano – Salcedo, Cantos, Larraz, Vargas (Merizalde), Cańarte |
| Bramki: 0:1 Larraz 12, 1:1 Ambrois 26, 2:1 Ambrois 29k, 2:2 Larraz 40k, 3:2 Ambrois 57, 4:2 Ambrois 74, 5:2 Sasía 87                             |
| Uwagi: w 70 minucie Ambrois nie wykorzystał rzutu karnego                                                                                        |

### Peru–Ekwador
| PERU – EKWADOR 2:1 (1:1) |
| --- |
| 10 marca 1957, Lima, Estadio Nacional (widzów 55 000)                                                                                          |
| Sędzia: Robert Turner |
| PERU: Asca – Delgado, Fleming – Salas, Lazón, Calderón – Villalba (Castillo), López, Terry, Mosquera, Joya (Seminario)                         |
| EKWADOR: Bonnard – Arguello, Solórzano – Sánchez, Galarza (Caisaguano), Gonzabay – Balseca, Cantos (Salcedo), Matute (Vargas), Larraz, Cańarte |
| Bramki: 1:0 Terry 37k, 1:1 Cantos 44g, 2:1 Terry 61                                                                                            |
| Uwagi: w 82 minucie ekwadorski bramkarz Bonnard obronił rzut karny wykonywany przez Terry’ego                                                  |

### Argentyna–Kolumbia
| ARGENTYNA – KOLUMBIA 8:2 (4:2) |
| --- |
| 13 marca 1957, Lima, Estadio Nacional (widzów 42 000) |
| Sędzia: Ronald Lynch |
| ARGENTYNA: Domínguez – Dellacha, Vairo – Giménez, Rossi, Schadlein (65 Benegas) – Corbatta, Maschio, Angelillo, Sanfilippo, Cruz                                         |
| KOLUMBIA: Benítez – Abadía, Escobar (Silva) – Sinisterra, I.Sánchez, Rubio – Mendoza (Mosquera), Gutiérrez, Andrade, Gamboa, Valencia                                    |
| Bramki: 1:0 Cruz 5, 2:0 Angelillo 10, 3:0 Maschio 16, 4:0 Maschio 23, 4:1 Gamboa 34k, 4:2 Valencia 37, 5:2 Maschio 53, 6:2 Corbatta 59, 7:2 Angelillo 73, 8:2 Maschio 85 |
| Uwagi: w 25 minucie kolumbijski bramkarz Benítez obronił rzut karny wykonywany przez Corbattę                                                                            |

### Brazylia–Chile
| BRAZYLIA – CHILE 4:2 (3:1) |
| --- |
| 13 marca 1957, Lima, Estadio Nacional (widzów 42 000)                                                                             |
| Sędzia: Bertley Cross |
| BRAZYLIA: Gilmar – Djalma Santos, Édson – Zózimo, Nilton Santos, Roberto Belangero – Joel, Didí, Evaristo, Zizinho (Indio), Pepe  |
| CHILE: Escuti – Torres, Ortiz – Peńa, Cortés (G.Carrasco), I.Carrasco – Ramírez Banda, Picó, Espinoza, Tello (Fernández), Sánchez |
| Bramki: 0:1 Ramírez Banda 13, 1:1 Didí 20, 2:1 Didí 26, 3:1 Didí 44, 4:1 Pepe 46, 4:2 Fernández 89                                |

### Peru–Chile
| PERU – CHILE 1:0 (0:0) |
| --- |
| 16 marca 1957, Lima, Estadio Nacional (widzów 60 000)                                                                                |
| Sędzia: Ronald Lynch |
| PERU: Felandro – Delgado, Fleming (Cavero) – Lazón, Calderón (Gutiérrez), Salas – Castillo, Terry, Ruiz, Mosquera, Seminario         |
| CHILE: Escuti – Torres, Cubillos – Peńa, G.Carrasco, I.Carrasco – Ramírez Banda, Prieto (Picó), Robledo, Fernández, Sánchez (Aguila) |
| Bramki: 1:0 Mosquera 57 |

### Kolumbia–Urugwaj
| KOLUMBIA – URUGWAJ 1:0 (1:0) |
| --- |
| 17 marca 1957, Lima, Estadio Nacional (widzów 50 000)                                                                            |
| Sędzia: Pedro Di Leo |
| KOLUMBIA: E.Sánchez – Zuluaga, Viáfara – I.Sánchez, Díaz, Rubio – Carrillo, Gutiérrez, Arango, Gamboa, Valencia (Aragón)         |
| URUGWAJ: Bernardico – Marichal, Santamaría – González, Lescano, Castro – A.Fernández (46 Campero), Ambrois, Méndez, Sasía, Roque |
| Bramki: 1:0 Arango 28 |

### Argentyna–Ekwador
| ARGENTYNA – EKWADOR 3:0 (3:0) |
| --- |
| 17 marca 1957, Lima, Estadio Nacional (widzów 50 000) |
| Sędzia: Bertley Cross |
| ARGENTYNA: Domínguez – Dellacha, Vairo – Giménez, Rossi, Schadlein – Corbatta (63 De Bourgoing), Maschio (38 Sanfilippo), Angelillo, Sívori (78 Castro), Cruz |
| EKWADOR: Bonnard – Arguello, Caisaguano (Pardo) – Macías, Solórzano, Gonzabay – Salcedo, Pinto (Matute), Balseca, Larraz, Miranda                             |
| Bramki: 1:0 Angelillo 5, 2:0 Sívori 14, 3:0 Angelillo 39 |

### Argentyna–Urugwaj
| ARGENTYNA – URUGWAJ 4:0 (1:0) |
| --- |
| 20 marca 1957, Lima, Estadio Nacional (widzów 40 000)                                                                                      |
| Sędzia: Erwin Hieger |
| ARGENTYNA: Domínguez – Dellacha, Vairo – Giménez, Rossi (75 Guidi), Schadlein – Corbatta, Maschio, Angelillo, Sívori (80 Sanfilippo), Cruz |
| URUGWAJ: Bernardico – Correa, Santamaría – González, Lescano, Miramontes – Campero, Pippo (61 Méndez), Ambrois, Carranza (65 Sasía), Roque |
| Bramki: 1:0 Maschio 7, 2:0 Angelillo 48, 3:0 Maschio 73, 4:0 Sanfilippo 83                                                                 |

### Brazylia–Ekwador
| BRAZYLIA – EKWADOR 7:1 (4:0) |
| --- |
| 21 marca 1957, Lima, Estadio Nacional (widzów 45 000)                                                                                        |
| Sędzia: Ronald Lynch |
| BRAZYLIA: Gilmar – Djalma Santos, Édson – Zózimo, Nilton Santos, Roberto Belangero – Didí, Joel, Zizinho (Indio), Evaristo, Pepe (Garrincha) |
| EKWADOR: Bonnard (Yu Lee) – Arguello, Gonzabay – Caisaguano (Pardo), Macías, Solórzano – Balseca, Cantos, Larraz, Vargas, Cańarte            |
| Bramki: 1:0 Evaristo 22, 2:0 Pepe 25, 3:0 Zizinho 34k, 4:0 Joel 43, 5:0 Joel 68, 6:0 Didí 78, 6:1 Larraz 80k, 7:1 Evaristo 89                |

### Chile–Kolumbia
| CHILE – KOLUMBIA 3:2 (1:0) |
| --- |
| 21 marca 1957, Lima, Estadio Nacional (widzów 45 000)                                                                             |
| Sędzia: Erwin Hieger |
| CHILE: Escuti – Torres (Almeida), Cubillos – Peńa, G.Carrasco, Valdés – Ramírez Banda, Espinoza, Verdejo, Tello, Aguila           |
| KOLUMBIA: E.Sánchez – Zuluaga, Escobar (Silva) – I.Sánchez, Díaz, Viáfara – Carrillo, Arango, Gutiérrez, Alvarez (Gamboa), Aragón |
| Bramki: 1:0 Verdejo 35, 2:0 Espinoza 62, 2:1 Arango 68, 3:1 Verdejo 70, 3:2 Carrillo 83                                           |

### Urugwaj–Peru
| URUGWAJ – PERU 5:3 (2:1) |
| --- |
| 23 marca 1957, Lima, Estadio Nacional (widzów 55 000)                                                                                        |
| Sędzia: Bertley Cross |
| URUGWAJ: Taibo – Correa, Santamaría – González (54 R.Fernández), Gonçalves, Miramontes – Campero, Pippo (46 Sasía), Ambrois, Carranza, Roque |
| PERU: Felandro – Delgado, Gutiérrez (Calderón) – Cavero, Lazón, Salas – Villalba (Rovay), Terry, Ruiz (López), Mosquera, Seminario           |
| Bramki: 0:1 Terry 3, 1:1 Ambrois 22, 2:1 Carranza 26, 3:1 Ambrois 48, 4:1 Ambrois 60, 5:1 Ambrois 75, 5:2 Seminario 81, 5:3 Mosquera 83      |

### Chile–Ekwador
| CHILE – EKWADOR 2:2 (2:1) |
| --- |
| 24 marca 1957, Lima, Estadio Nacional (widzów 45 000)                                                                                   |
| Sędzia: Erwin Hieger |
| CHILE: Escuti – Almeida, Cubillos – Peńa, G.Carrasco, Valdés (Morales) – Ramírez Banda (Sánchez), Picó (Prieto), Verdejo, Tello, Aguila |
| EKWADOR: Bonnard – Pardo, Solórzano – Arguello, Vargas, Sánchez – Salcedo (Cańarte), Cantos (Matute), Balseca, Larraz, Miranda          |
| Bramki: 1:0 Ramírez Banda 18, 1:1 Larraz 25k, 2:1 Ramírez Banda 26k, 2:2 Cantos 59                                                      |

### Brazylia–Kolumbia
| BRAZYLIA – KOLUMBIA 9:0 (4:0) |
| --- |
| 24 marca 1957, Lima, Estadio Nacional (widzów 45 000)                                                                                              |
| Sędzia: Bertley Cross |
| BRAZYLIA: Gilmar – Djalma Santos, Édson – Zózimo, Nilton Santos, Roberto Belangero – Joel (Cláudio), Zizinho, Evaristo, Didí, Pepe (Garrincha)     |
| KOLUMBIA: E.Sánchez – Zuluaga (Abadía), Díaz (Silva) – I.Sánchez, Viáfara, Rubio – Carrillo, Gutiérrez (Andrade), Arango, Gamboa, Valencia         |
| Bramki: 1:0 Pepe 27, 2:0 Evaristo 41, 3:0 Evaristo 44, 4:0 Evaristo 45, 5:0 Didí 50, 6:0 Didí 60, 7:0 Evaristo 75, 8:0 Zizinho 85, 9:0 Evaristo 86 |

### Peru–Kolumbia
| PERU – KOLUMBIA 4:1 (3:0) |
| --- |
| 27 marca 1957, Lima, Estadio Nacional (widzów 55 000)                                                                                      |
| Sędzia: Ronald Lynch |
| PERU: Asca – Delgado, Fleming – Rovay, Lazón, Calderón – Castillo, Terry (Bassa), Rivera, Mosquera, Seminario                              |
| KOLUMBIA: E.Sánchez – Zuluaga, Viáfara – I.Sánchez, Díaz (Silva), Rubio – Carrillo (Gutiérrez), Alvarez, Arango, Gamboa, Valencia (Aragón) |
| Bramki: 1:0 Terry 34, 2:0 Rivera 35, 3:0 Rivera 37, 3:1 Arango 57k, 4:1 Bassa 83                                                           |

### Argentyna–Chile
| ARGENTYNA – CHILE 6:2 (2:2) |
| --- |
| 28 marca 1957, Lima, Estadio Nacional (widzów 50 000)                                                                                          |
| Sędzia: Robert Turner |
| ARGENTYNA: R.Domínguez – Dellacha, Vairo – Giménez, Rossi, Schadlein – Corbatta, Maschio (80 Sanfilippo), Angelillo, Sívori, Cruz              |
| CHILE: Escuti – Almeida, Cubillos – Peńa, Morales, Ortiz – Ramírez Banda (Sánchez), Picó, Robledo, Fernández, Aguila                           |
| Bramki: 1:0 Sívori 7, 1:1 Fernández 14, 2:1 Angelillo 21, 2:2 Fernández 28, 3:2 Maschio 53, 4:2 Angelillo 70, 5:2 Maschio 74, 6:2 Corbatta 83k |

### Urugwaj–Brazylia
| URUGWAJ – BRAZYLIA 3:2 (3:0) |
| --- |
| 28 marca 1957, Lima, Estadio Nacional (widzów 50 000)                                                                                               |
| Sędzia: Erwin Hieger |
| URUGWAJ: Taibo – Correa, Santamaría – González, Gonçalves (78 Lescano), Miramontes – Campero, Pippo (75 Sasía), Ambrois, Carranza, Roque            |
| BRAZYLIA: Gilmar – Djalma Santos, Édson – Zózimo, Nilton Santos (Olavo), Roberto Belangero (Zito) – Joel, Zizinho (Dino Sani), Evaristo, Didí, Pepe |
| Bramki: 1:0 Campero 15, 2:0 Ambrois 17, 3:0 Campero 23, 3:1 Evaristo 68, 3:2 Didí 70                                                                |

### Brazylia–Peru
| BRAZYLIA – PERU 1:0 (0:0) |
| --- |
| 31 marca 1957, Lima, Estadio Nacional (widzów 55 000)                                                                                |
| Sędzia: Ronald Lynch |
| BRAZYLIA: Gilmar – Djalma Santos, Édson – Zózimo, Olavo, Roberto Belangero – Joel, Evaristo (Indio), Dino Sani (Zizinho), Didí, Pepe |
| PERU: Asca – Delgado, Calderón – Fleming, Lazón, Salas – Castillo (Bassa), Terry, Rivera, Mosquera, Seminario                        |
| Bramki: 1:0 Didí 73k |
| Uwagi: z boiska wyrzuceni zostali dwaj piłkarze peruwiańscy – Lazón i Delgado                                                        |

### Kolumbia–Ekwador
| KOLUMBIA – EKWADOR 4:1 |
| --- |
| 1 kwietnia 1957, Lima, Estadio Nacional (widzów 40 000)                                                                              |
| Sędzia: Harry Davis |
| KOLUMBIA: E.Sánchez – Zuluaga, Viáfara – I.Sánchez, Silva, Rubio – Andrade, Alvarez (Carrillo), Gutiérrez, Gamboa (Arango), Valencia |
| EKWADOR: Bonnard – Sánchez, Pardo – Solórzano (Gómez), Arguello, Vargas – Salcedo, Cantos (Pinto), Balseca (Matute), Larraz, Miranda |
| Bramki: Gamboa (2), Alvarez k, Gutiérrez – Larraz k                                                                                  |

### Urugwaj–Chile
| URUGWAJ – CHILE 2:0 (2:0)                                                                                                 |
| --- |
| 1 kwietnia 1957, Lima, Estadio Nacional (widzów 40 000)                                                                   |
| Sędzia: Erwin Hieger |
| URUGWAJ: Taibo – Correa, Santamaría – González, Gonçalves, Miramontes – Campero, Pippo, Ambrois, Carranza, Roque          |
| CHILE: Nietsche – Peńa, Almeida – Ortiz, Valdés, G.Carrasco – Aguila, Picó, Fernández, Robledo, Ramírez Banda             |
| Bramki: 1:0 Campero 28, 2:0 Roque 40                                                                                      |
| Uwaga: mecz został przerwany w 43 minucie z powodu wtargnięcia tłumu na boisko – pomimo tego wynik meczu został zachowany |

### Argentyna–Brazylia
| ARGENTYNA – BRAZYLIA 3:0 (1:0) |
| --- |
| 3 kwietnia 1957, Lima, Estadio Nacional (widzów 55 000)                                                                                         |
| Sędzia: Robert Turner |
| ARGENTYNA: Domínguez – Dellacha, Vairo – Giménez, Rossi, Schadlein – Corbatta, Maschio, Angelillo, Sívori, Cruz                                 |
| BRAZYLIA: Gilmar (Castilho) – Djalma Santos, Édson – Zózimo, Olavo, Roberto Belangero – Joel, Zizinho (Dino Sani), Evaristo (Indio), Didí, Pepe |
| Bramki: 1:0 Angelillo 23, 2:0 Maschio 87, 3:0 Cruz 90                                                                                           |

### Peru–Argentyna
| PERU – ARGENTYNA 2:1 (1:0)                                                                                                |
| --- |
| 6 kwietnia 1957, Lima, Estadio Nacional (widzów 50 000)                                                                   |
| Sędzia: Bertley Cross |
| PERU: Asca – Delgado (Benítez), Calderón – Fleming, Minaya (Cavero), Rovay – Bassa, Terry, Rivera, Mosquera, Seminario    |
| ARGENTYNA: Domínguez (46 Roma) – Dellacha, Ińigo – Giménez, Rossi, Schadlein – Corbatta, Maschio, Angelillo, Sívori, Cruz |
| Bramki: 1:0 Mosquera 15, 1:1 Sívori 50, 2:1 Terry 81                                                                      |

## Podsumowanie

### Wyniki
Wszystkie mecze rozgrywano w Limie na stadionie Nacional
| Urugwaj   | 5 – 2 (2-2) | Ekwador   |
| Peru      | 2 – 1 (1-1) | Ekwador   |
| Argentyna | 8 – 2 (4-2) | Kolumbia  |
| Chile     | 2 – 4 (1-3) | Brazylia  |
| Peru      | 1 – 0 (0-0) | Chile     |
| Urugwaj   | 0 – 1 (0-1) | Kolumbia  |
| Argentyna | 3 – 0 (3-0) | Ekwador   |
| Argentyna | 4 – 0 (1-0) | Urugwaj   |
| Brazylia  | 7 – 1 (4-0) | Ekwador   |
| Chile     | 3 – 2 (1-0) | Kolumbia  |
| Peru      | 3 – 5 (1-2) | Urugwaj   |
| Chile     | 2 – 2 (2-1) | Ekwador   |
| Brazylia  | 9 – 0 (4-0) | Kolumbia  |
| Peru      | 4 – 1 (3-0) | Kolumbia  |
| Argentyna | 6 – 2 (2-2) | Chile     |
| Urugwaj   | 3 – 2 (3-0) | Brazylia  |
| Peru      | 0 – 1 (0-0) | Brazylia  |
| Ekwador   | 1 – 4       | Kolumbia  |
| Urugwaj   | 2 – 0 (2-0) | Chile     |
| Argentyna | 3-0 (1-0)   | Brazylia  |
| Peru      | 2 – 1 (1-0) | Argentyna |

Mecz Urugwaj – Chile przerwano w 43 minucie, z powodu ataku kibiców, dotychczasowy rezultat spotkania uznano jako ostateczny.

### Końcowa tabela
| M  | Drużyna   | L.m. | Zw. | Rem. | Por. | Bramki | R.br. | Pkt |
| 1. | Argentyna | 6    | 5   | 0    | 1    | 25:6   | 19    | 10  |
| 2. | Brazylia  | 6    | 4   | 0    | 2    | 23:9   | 14    | 8   |
| 3. | Peru      | 6    | 4   | 0    | 2    | 12:9   | 3     | 8   |
| 4. | Urugwaj   | 6    | 4   | 0    | 2    | 15:12  | 3     | 8   |
| 5. | Kolumbia  | 6    | 2   | 0    | 4    | 10:25  | -15   | 4   |
| 6. | Chile     | 6    | 1   | 1    | 4    | 9:17   | -8    | 3   |
| 7. | Ekwador   | 6    | 0   | 1    | 5    | 7:23   | -16   | 1   |

Dwudziestym piątym triumfatorem turnieju Copa América został po raz jedenasty zespół Argentyny.

### Strzelcy bramek
| Gole | Piłkarze                                                                                                 |
| ---- | --- |
| 9    | Maschio Ambrois                                                                                          |
| 8    | Angelillo Didí, Evaristo                                                                                 |
| 5    | Terry |
| 4    | Larraz                                                                                                   |
| 3    | Sívori Pepe J.Fernández, J.Ramírez Carlos Arango, Gamboa Cantos Mosquera Campero                         |
| 2    | Corbatta, Cruz Joel, Zizinho Verdejo Rivera                                                              |
| 1    | Sanfilippo S.Espinosa A.Carrillo, Alvarez, J.Gutiérrez, Valencia Bassa, Seminario Carranza, Roque, Sasía |

### Sędziowie
| Mecze | Sędziowie                   |
| ----- | --------------------------- |
| 6     | Erwin Hieger                |
| 5     | Bertley Cross, Ronald Lynch |
| 3     | Robert Turner               |
| 1     | Harry Davis Pedro Di Leo    |